# Ægte amerikansk
Ægte amerikansk er en amerikansk stumfilm fra 1916 af Allan Dwan.

## Medvirkende
- Douglas Fairbanks som Steve O'Dare
- Jewel Carmen
- John Richmond som Cupid Russell
- Eugene Ormonde som Winkie
- George Beranger